# 阿里阿德涅级护卫舰
阿里阿德涅级（德語：Ariadne-Klasse）是北德意志邦联海军暨德意志帝国海军于1860年代至1870年代建造的三艘护卫舰所使用的船级。该船级由首舰阿里阿德涅号、路易丝号和弗蕾亚号共同组成；其中前两艘完全相同，而弗蕾亚号则经过了改进设计，舰体更长，使其能够搭载更大功率的发动机，并可为锅炉提供更多的煤炭。这批护卫舰是北德意志邦联为加强海军建设所计划订购的，但当它们投入运用时，所有的德意志邦国已经统一为德意志帝国。它们旨在投入海外长期巡航服役，保护德国在海外的利益。其主要武器包括六门或八门150毫米口径炮，并配备有全帆装索具，以便在海外长途航行中作为蒸汽机的补充。
在整个1870年代和1880年代初，全部三艘同级舰都广泛参与了海外部署，主要是在南美、地中海和东亚。在这些航行中，舰只和舰长履行了许多职责，包括在各国动乱或公开战争期间保护德国公民，与许多政府展开贸易协定谈判，以及打击海盗。它们还负责进行勘测以改进航海图以及从事科学实验。从1880年代初期到中期，全部舰都被改造成实习水兵的训练舰，并在接下来的十年里开展训练巡航。它们经常驶向西印度群岛，至当地用作宣示主权。在1883年的一次类似训练巡航中，弗蕾亚号在海地动荡时期协助保护了岛上的平民。全部三艘舰都于1892年退役，其中阿里阿德涅号立即报废。路易丝号以废船和鱼雷试验舰的身份一直存活到1896年，然后也作废品出售；而弗蕾亚号则在1896年被废弃之前未作任何其它用途。

## 设计
1867年，北德意志邦联海军部在海军少将爱德华·冯·雅赫曼的指导下制定了一项新的舰队计划，这是一项旨在加强北德意志邦联海军在普奥战争后的扩张计划。该计划总共要求20艘护卫舰储备，用于保护德国在海外的经济利益。当时，德国的商业利益开始扩展到亚洲和太平洋的海外市场，这便需要具备拥有远程巡航能力的军舰，特别是当其他欧洲列强开始将德国企业排除在海外活动之外的背景下。国家议会于1867年10月24日批准了这项计划。因此，专门从事木船建造的但泽王国船厂于1868年2月25日接到建造一款新护卫舰的内阁命令，第一艘被命名为阿里阿德涅号的舰只其后于同年9月开始铺设龙骨。同级的第二艘舰自1871年6月起同样在但泽建造。同年，海军部修改了该级的设计并将第三艘舰发包予同一船厂。弗蕾亚号因此成为德国海军建造的最后一艘木制军舰。它的设计略有不同，本质上是延长了舰体，增加的空间用于容纳更强大的机械设备和额外的煤炭贮存，以扩大巡航半径。这三艘舰是德国舰队中首批搭载后膛炮的巡航军舰。同时，它们也是首批“以铁甲舰的方式建造”舰艏的德国护卫舰，即配备有撞角。

### 整体特征
阿里阿德涅级前两艘舰的水线长和全长分别为65.8米和68.16米，有10.8米的舷宽以及4.8米的前吃水和5.7米的后吃水；其标准排水量为1,692吨，满载时则可达2,072吨。弗蕾亚号的体积稍大，水线长和全长分别为83.6米和85.35米，舷宽与同级前两艘舰相同，但设计和满载排水量分别增至1,997吨和2,406吨；尽管如此，其吃水略有下降，前部位4.6米，后部为5.6米。三艘舰的舰体均为横向框架木制结构，以平铺法钉造的外壳覆有镀铜，并用扁钢加固，以保护木材在海外长时间巡航时免受生物淤积的侵害，因为在长途航行中无法进行定期维护。弗蕾亚号设四个水密隔舱，而同级的前两艘舰则一个也没有。
在运用生涯过程中，阿里阿德涅级的船员编制在13至14名军官和220至234名水兵之间变化。每艘同级舰都可携带一些小型舰载艇，包括两艘大舢板、两艘高低桅帆船以及一艘小舢板。它们都是优秀的海船，然而在上风舵时的表现不佳，且在扬帆状态下难以操纵。弗蕾亚号尤其难以驾驭。舰只的螺旋桨在低速时无法从传动轴上任意转动，因此在扬帆时有显著的制动作用。尽管具有这些风帆特性，但它们在蒸汽动力下的机动性能则相当好。

### 推进装置

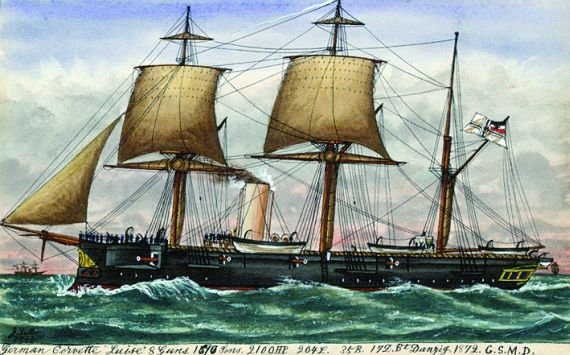
路易丝号的水彩画

阿里阿德涅级护卫舰由一台卧式三缸双胀蒸汽机提供动力，用以驱动一副四叶螺旋桨。其中前两艘的舰的螺旋桨直径为4.56米，弗蕾亚号则为5.34米。蒸汽由四台燃煤火管锅炉提供，它们通过管道引入一座可伸缩的烟囱内。竣工时，这些舰只各配备有一套全帆装索具，总帆面积分别为1,582平方米（阿里阿德涅号与路易丝号）和1,886平方米（弗蕾亚号）；但后期全部三艘舰均被削减为三桅帆样式，帆面积分别减少到1,049和1,261平方米。转向由单舵控制。
前两艘舰的发动机额定功率为2,100匹公制馬力（1,500千瓦特），设计航速14節（26每小時）；但它们在实际表现中均超过了这一数字，达到2,260至2,392匹公制馬力（1,662至1,759千瓦特）和14.1節（26.1每小時）。弗蕾亚号的额定功率为2,400匹公制馬力（1,800千瓦特），设计航速14.5節（26.9每小時），但在试验中实际能够达到2,801匹公制馬力（2,060千瓦特）和15.2節（28.2每小時）。阿里阿德涅号与路易丝号的贮煤量为168吨，弗蕾亚号则可贮存264吨燃煤。因此，前两艘舰能够以10節（19每小時）的速度的巡航1,340海里（2,480），或以13節（24每小時）的速度的航行630海里（1,170）。由于贮煤量的提高，弗蕾亚号的巡航半径明显增强，能够以10节的速度航行2,500海里（4,600），或以15節（28每小時）航行1,060海里（1,960）。

### 武器装备
阿里阿德涅号和路易丝号装备有六门150毫米22倍径后装式箍炮和两门120毫米23倍径炮作为主舰炮，全数布置在舷侧。这些火炮分别配备400发和200发弹药。1882年，它们又增加了四门37毫米转膛炮。相反，弗蕾亚号则装备有八门（后减少为七门）合共配备760发弹药的150毫米22倍径炮以及四门170毫米25倍径炮，但后者在其运用生涯的早期便已拆除；它们同样布置在舷侧。1881年，该舰也获得了六门37毫米转膛炮。

## 同级舰
| 舰名         | 出处               | 造船厂             | 动工   | 下水           | 竣工           |
| ------------ | ------------------ | ------------------ | ------ | -------------- | -------------- |
| 阿里阿德涅号 | 神话人物阿里阿德涅 | 但泽王国船厂       | 1868年 | 1871年7月21日  | 1872年11月23日 |
| 路易丝号     | 巴登大公夫人路易丝 | 但泽帝国船厂       | 1871年 | 1872年12月16日 | 1874年6月4日   |
| 弗蕾亚号     | 神话人物弗蕾亚     | 但泽帝国船厂       | 1874年 | 1874年12月29日 | 1876年10月1日  |
| 图斯内尔达号 | 神话人物图斯内尔达 | 合同重订为莱比锡号 | —      | —              | —              |

## 服役历史

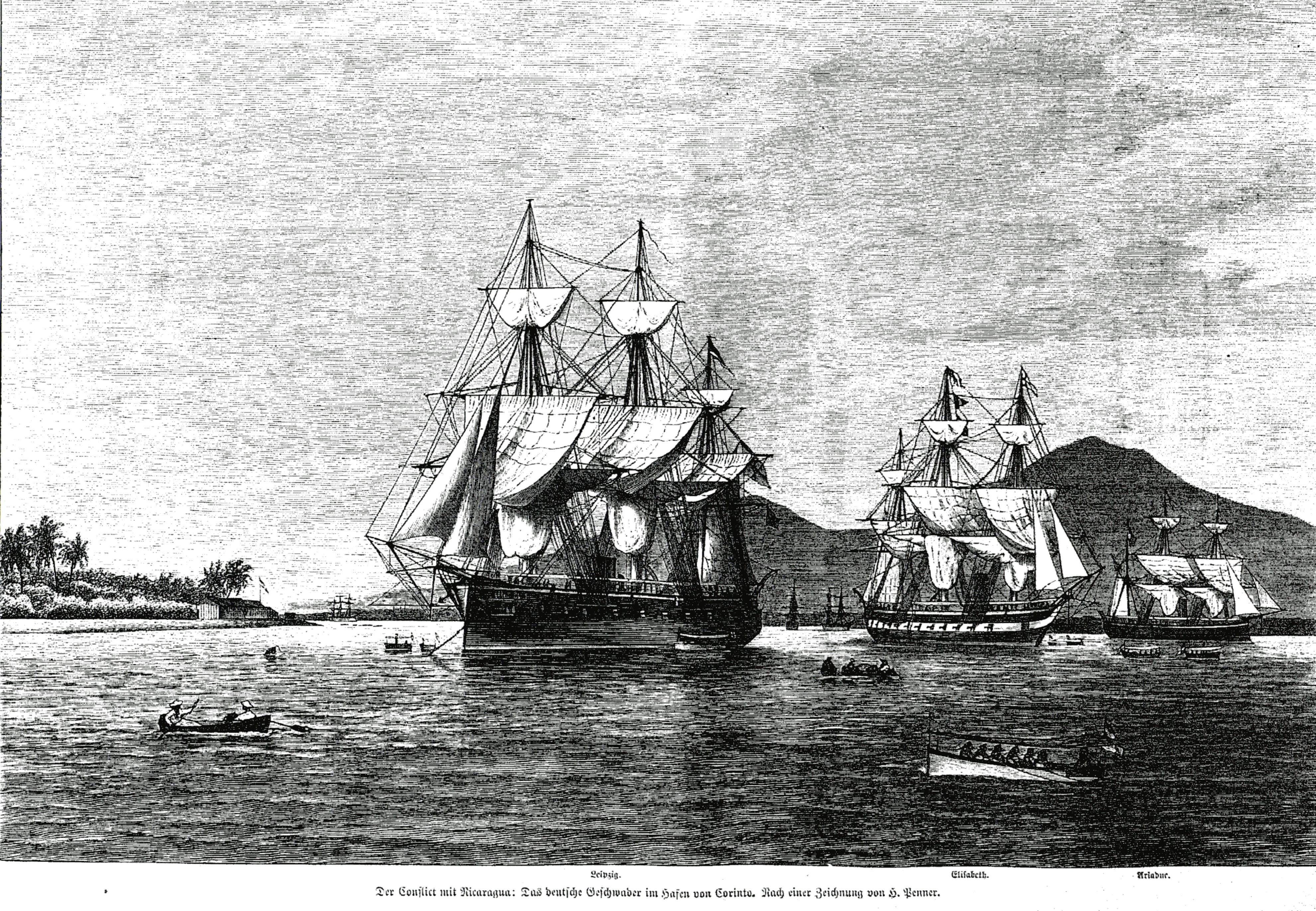
东美洲支舰队的插画，从左到右分别为莱比锡号、伊丽莎白号和阿里阿德涅号

### 阿里阿德涅号
阿里阿德涅号在其服役生涯中曾进行过四次重要的海外巡航。第一次是1874年底至1876年底，该舰抵达中国水域，以保护德国船只免受海盗袭击——这在1870年代是该地区存在的普遍问题。在1877年末至1879年末的第二次航行中，阿里阿德涅号在南美和太平洋中部海域活动。在南美海域，它访问了该地区的几个国家，并宣示主权；而在太平洋中部，其舰长与美拉尼西亚、密克罗尼西亚和波利尼西亚各岛屿的当地酋长谈判达成了一系列贸易协议。1880－1881年，该舰又前往南美水域，在秘鲁、智利与玻利维亚参与的太平洋战争期间保护德国的利益；在此期间，它的活动主要局限于秘鲁城市安孔和利马。1884年至1885年，阿里阿德涅号在西非海域活动，它在当地通过谈判获得了一个保护领，即是现在的几内亚。
该舰在余下的运用生涯中大致波澜不惊。在1885年回到德国后，阿里阿德涅号被重新指定为实习水兵的训练舰，并于接下来的五年里一直担任这个职责。在此期间，它参加了前往加勒比海的训练巡航，访问了许多外国港口，在波罗的海进行训练，并在德国海域参与了舰队操练。阿里阿德涅号还曾出席各种仪式活动，包括1887年威廉皇帝运河的开工典礼，以及1890年奥匈帝国分舰队到访期间举行的海上阅兵。它于1890年9月退役，1891年4月正式从海军名录中除籍，至同年10月售予拆船商。

### 路易丝号

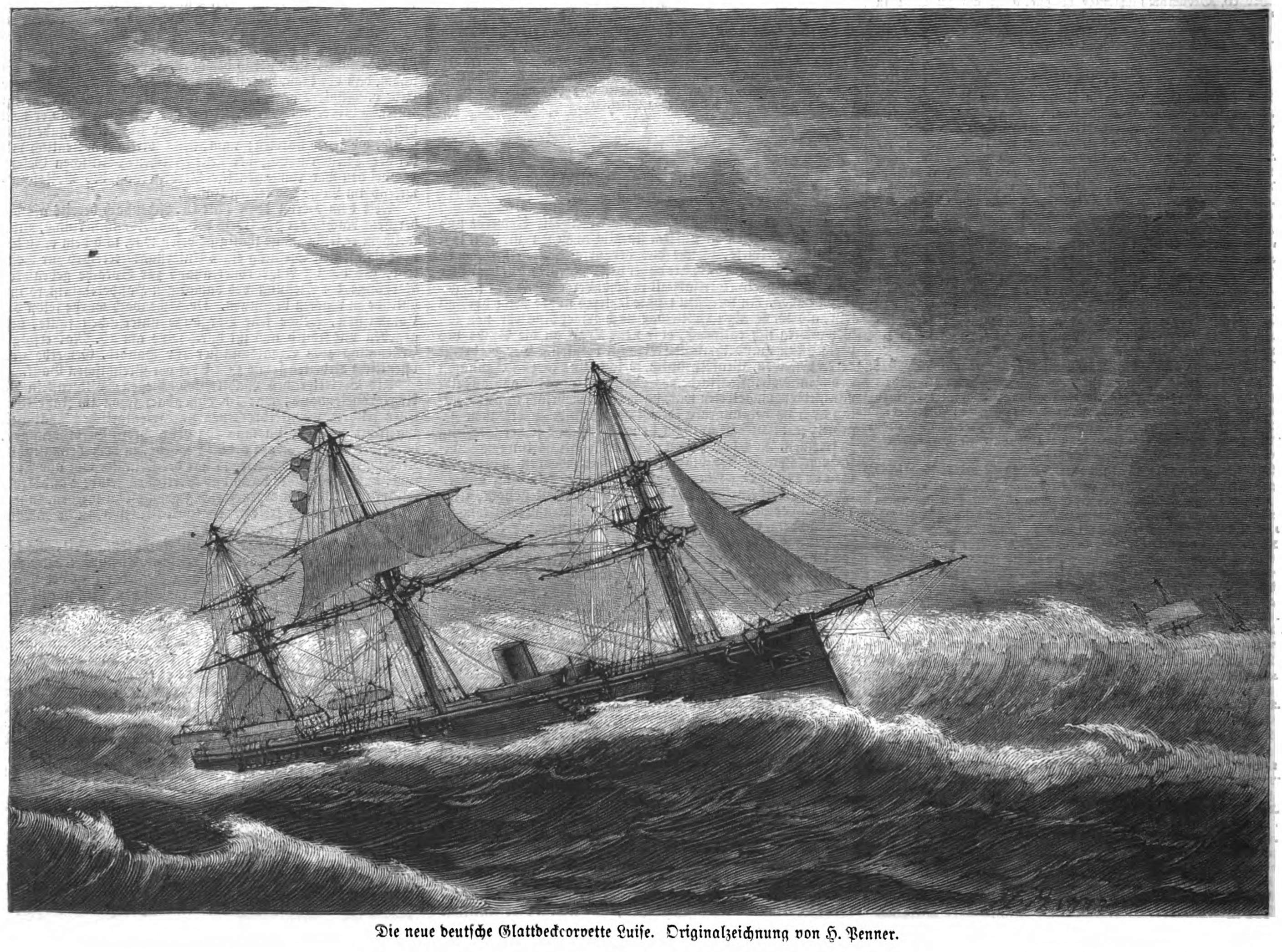
描绘路易丝在巨浪中的插画

在服役生涯的早期阶段，路易丝号曾有过两次重要的海外巡航，均是前往东亚海域。第一次从1875年持续到1877年；在巡航期间，该舰到访了中国诸港，以保护德国的利益及宣示主权；它还对长江进行了水文勘测，并在日本与一艘英国铁甲舰意外碰撞而受损。第二次从1878年持续到1880年，进行了类似的活动，惟在东亚分舰队服役期间，路易丝号是担任该部队的旗舰。在这次部署中，它展开了深海温度和盐度实验，并在该地区动荡期间保护在上海的德国公民。在回国途中，该舰曾试图就德国与马达加斯加之间的争端进行谈判，但一场强烈的风暴迫使它在达成和解之前离开，以避免受到损害。
1881年回到德国后，路易丝号被改装成一艘训练舰，并在其服役生涯的大部分时间里担任这一职责。它进行了数次海外巡航，于1881－1882年和1885年两度访问美洲；在这些航行中，该舰到访了北美洲、中美洲和南美洲的许多港口。1886年，它还代表德国前往英国参加海上阅兵。而1886年和1887年，该舰也曾负责将轮替船员运送到驻扎在德属西非的炮舰上。路易丝号于1892年被拆为废船，继而于1894－1896年间充当鱼雷测试船，至1896年12月从海军名录中除籍。第二年，它作废品出售，并在汉堡拆解报废。

### 弗蕾亚号
弗蕾亚号在平淡无奇的服役生涯中进行过两次重要的海外巡航。第一次是1877年至1879年，第二次紧随其后于1879年至1881年。在第一次巡航中，它前往地中海东部，造访了希腊和奥斯曼帝国诸港，然后驶向中国，成为东亚分舰队的一份子。在返回德国的途中，其锅炉发生爆炸，造成4名船员丧生，另有数人严重烧伤。第二次航行始于太平洋战争期间被派往智利海域保护德国的利益，之后又返回中国海域。在那里，它进行了水文勘测并打击海盗，但无果而终；在归国途中，其时任舰长死于伤寒。
1881年返回德国后，弗蕾亚号被改装为训练舰，并于1883年重新入役。它仅进行过一次重大的训练巡航，从1883年年中持续到1884年底。在航行过程中，该舰到访了美洲的港口，并于1883年底海地内乱期间协助保护平民。此后，弗蕾亚号退役并在余下的时间里停运，未再进一步使用。它于1896年从海军名录中除籍，至次年售予拆船商。